# Hans Schikola
Hans Schikola (* 15. April 1890 in Wien, Österreich-Ungarn; † 12. Februar 1967 ebenda) war ein österreichischer Lehrer und Experte für Wienerisch.

## Leben
Schikola legte am Währinger Gymnasium die Matura ab und studierte anschließend Germanistik an der Universität Wien und der Karl-Ferdinands-Universität Prag, an letzterer unter anderem bei Primus Lessiak. Schikola promovierte 1914 in Wien mit einer Arbeit zur Wiener Mundart zum Dr. phil. Ab 1915 leistete er Kriegsdienst im Ersten Weltkrieg und verbrachte fünf Jahre Gefangenschaft in Sibirien, wo er sich Kenntnisse der Russischen Sprache aneignete.
Ab 1921 arbeitete Schikola als Lehrer und erteilte Deutschunterricht und Lateinunterricht am Realgymnasium in Wien 14. Während des Zweiten Weltkriegs war er im Wiener Schulrat tätig und leitete ab 1943 das Realgymnasium 1 Stubenbastei. Aufgrund seiner politischen Betätigung zur Zeit des Nationalsozialismus wurde er im April 1945 zwangspensioniert.
Nach der Pensionierung widmete Schikola sich der Wiener Mundart. Er war aktives Mitglied im Wiener Verein Muttersprache.

## Schriften
- 1954 Schriftdeutsch und Wienerisch. Wien: Österreichischer Bundesverlag.
- 1984 mit Mauriz Schuster: Sprachlehre der Wiener Mundart. Wien: Österreichischer Bundesverlag.
- 1996 mit Mauriz Schuster: Das alte Wienerisch. Ein kulturgeschichtliches Wörterbuch. Wien: Deuticke.